# 13607 Вікарс
13607 Вікарс (13607 Vicars) — астероїд головного поясу, відкритий 29 вересня 1994 року.
Тіссеранів параметр щодо Юпітера — 3,560.